# Bundesamt für Zivilluftfahrt

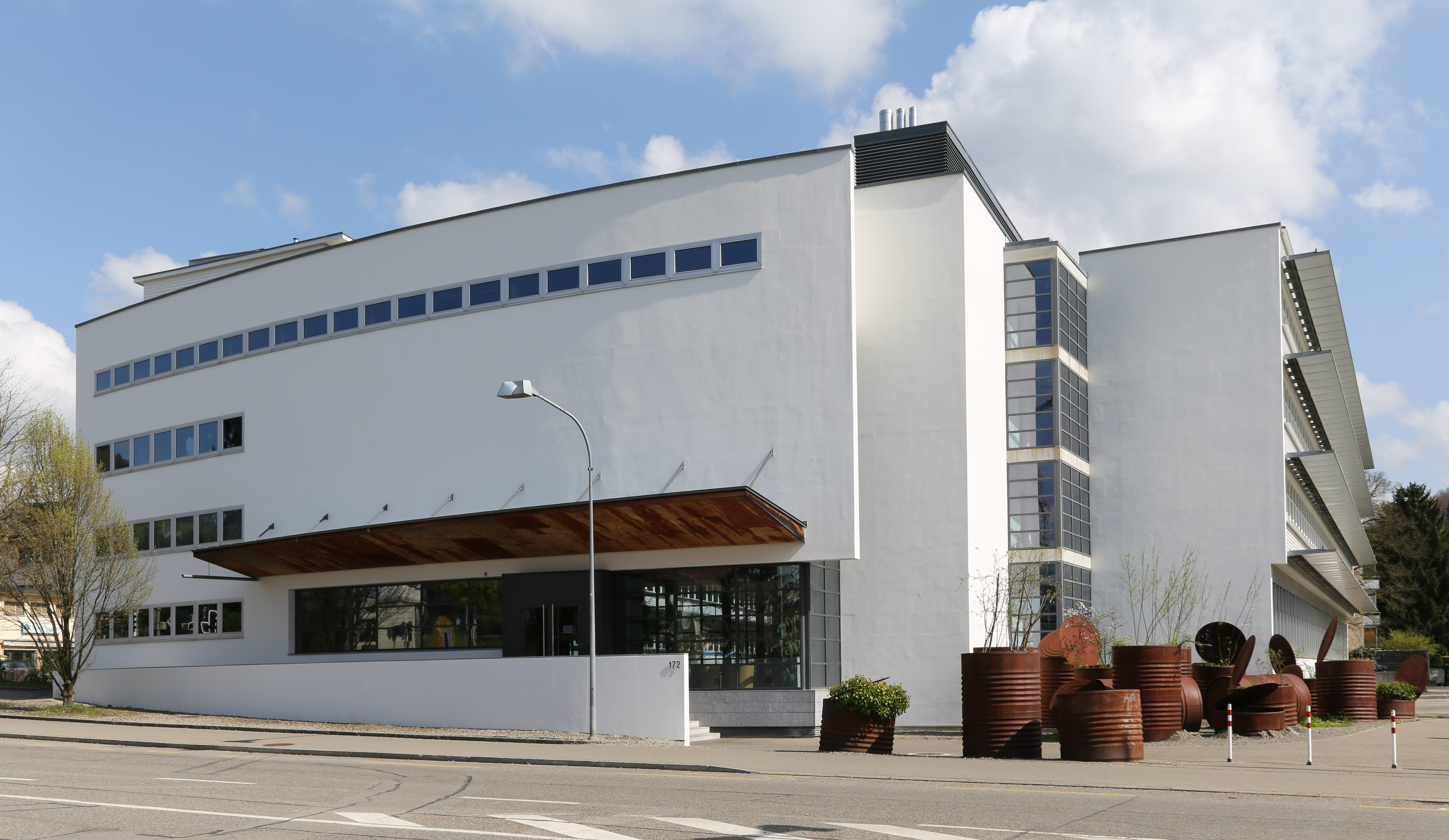
Gebäude des BAZL in Ittigen

Das Bundesamt für Zivilluftfahrt BAZL (französisch Office fédéral de l’aviation civile OFAC, italienisch Ufficio federale dell’aviazione civile UFAC, rätoromanisch Uffizi federal d’aviatica civila UFAC) ist die Luftfahrtbehörde der Schweizerischen Eidgenossenschaft.

## Geschichte
1920 wurde das Eidgenössische Luftamt als Aufsichtsbehörde über die zivile Luftfahrt geschaffen und 1979 in Bundesamt für Zivilluftfahrt umbenannt.

## Aufgabe
Das Bundesamt für Zivilluftfahrt (BAZL) ist für die Aufsicht über die zivile Luftfahrt in der Schweiz zuständig sowie für die politische  Luftfahrtentwicklung. 
Die Bereiche Sicherheit Flugtechnik, Flugbetrieb und Infrastruktur sind dafür verantwortlich, dass die Zivilluftfahrt in der Schweiz ein hohes Sicherheitsniveau aufweist. 
Bei der Infrastruktur – dazu gehören der Luftraum mit der Flugsicherung und die Flugplätze – sorgt das BAZL für eine sichere, möglichst reibungslose und umweltfreundliche Nutzung. Das Amt übt auch die Aufsicht über die Luftverkehrsbetriebe aus, welchen es aufgrund einer technischen, operationellen und finanziellen Evaluation die Betriebsbewilligung erteilt. Beim Flugbetrieb hat das BAZL dafür zu sorgen, dass das Luftfahrtpersonal, die Piloten, Fluglotsen als auch die Unterhaltsspezialisten die verlangte Aus- und Weiterbildung erhalten. Bei den Fluggeräten überprüft das BAZL die technischen Voraussetzungen, welche diese Geräte – vom Heissluftballon über das Segelflugzeug bis zum Grossraumflugzeug – für einen sicheren Betrieb zu erfüllen haben. In den Aufsichtsbereichen stützt sich das BAZL meist auf international abgestimmte Standards und Praktiken.
Bei luftfahrtpolitischen Entscheidungen ist das BAZL in die Vorbereitung und Umsetzung involviert. Das Bundesamt engagiert sich zudem in verschiedenen internationalen Organisationen oder arbeitet eng mit diesen zusammen.

## Personalbestand ab 2001
| Jahr | Vollzeitstellen |
| ---- | --------------- |
| 2001 | 154             |
| 2002 | 167             |
| 2003 | 178             |
| 2004 | 181             |
| 2005 | 220             |
| 2006 | 224             |
| 2007 | 225             |
| 2008 | 237             |
| 2009 | 251             |
| 2010 | 260             |
| 2011 | 265             |
| 2012 | 270             |
| 2013 | 279             |
| 2014 | 283             |
| 2015 | 284             |
| 2016 | 287             |
| 2017 | 288             |
| 2018 | 290             |
| 2019 | 293             |
| 2020 | 298             |
| 2021 | 306             |
| 2022 | 309             |
| 2023 | 303             |
| 2024 | 306             |